# فرانك وارد
فرانك وارد (بالإنجليزية: Frank Ward)‏ (21 يناير 1903 بلي في المملكة المتحدة - 28 أبريل 1974 ببرستون في المملكة المتحدة) هو لاعب كرة قدم بريطاني (وحمل سابقاً جنسية المملكة المتحدة لبريطانيا العظمى وأيرلندا) في مركز الدفاع. لعب مع بريستون نورث إيند ونادي بوري ونادي ساوثهامبتون ونادي فوكستون.